# Hamburg-Bergedorf station
Hamburg-Bergedorf  station är en av fem större järnvägsstationer i Hamburg för regionaltåg och fjärrtåg. Stationen ligger i stadsdelen Bergedorf. Även Hamburgs pendeltåg (S-Bahn) trafikerar stationen, med linjerna S2. Stationen öppnades redan år 1846 och är slutstationen för pendeltågens linje S2.

## Bilder

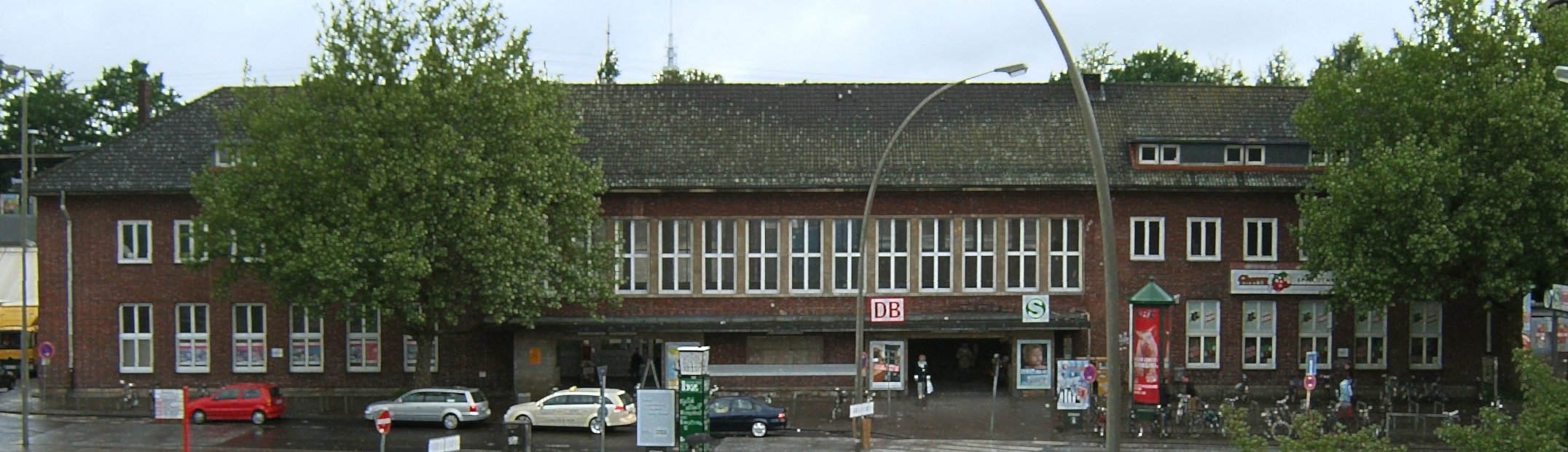
Stationshuset
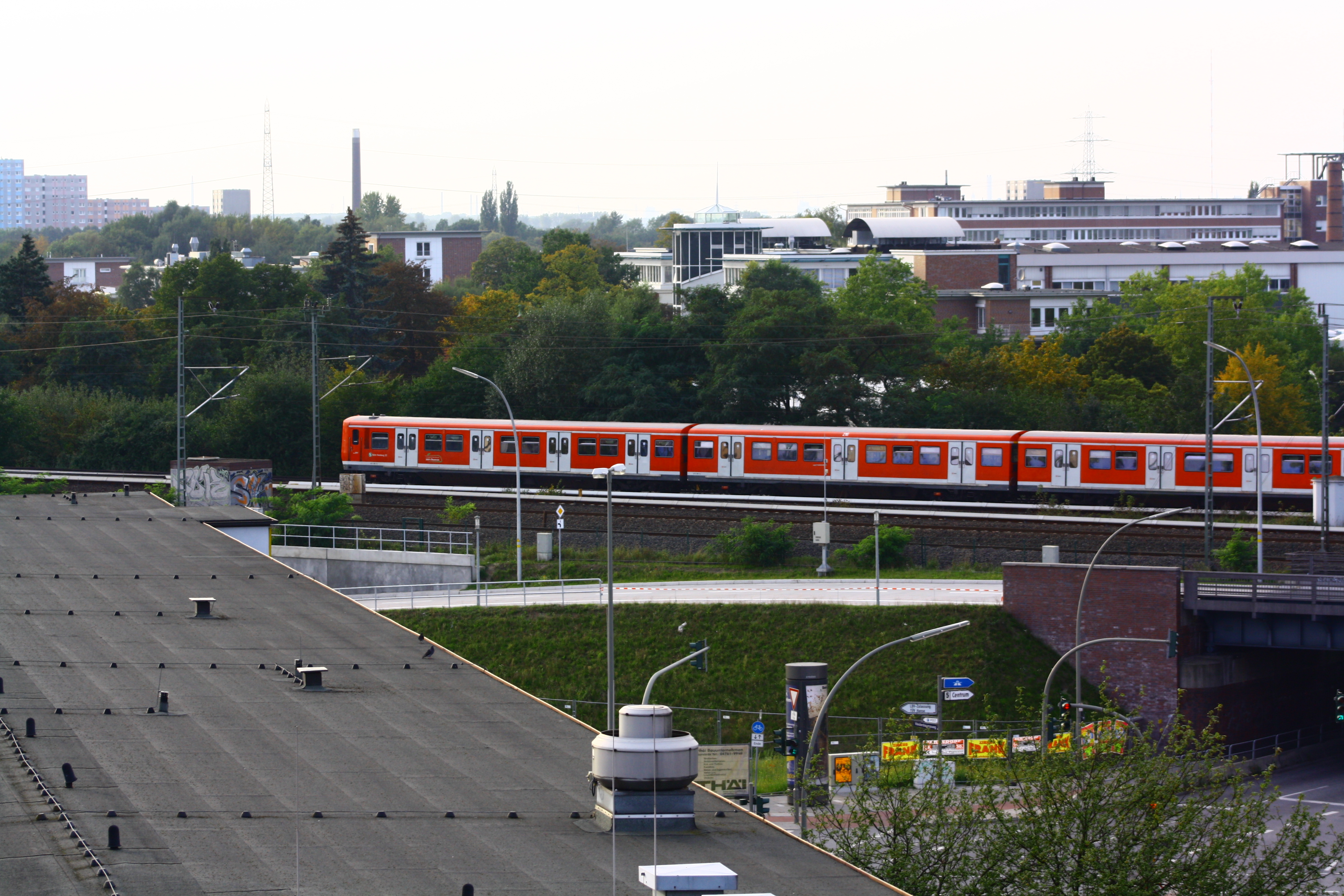
S-Bahntåg vid Bergedorf
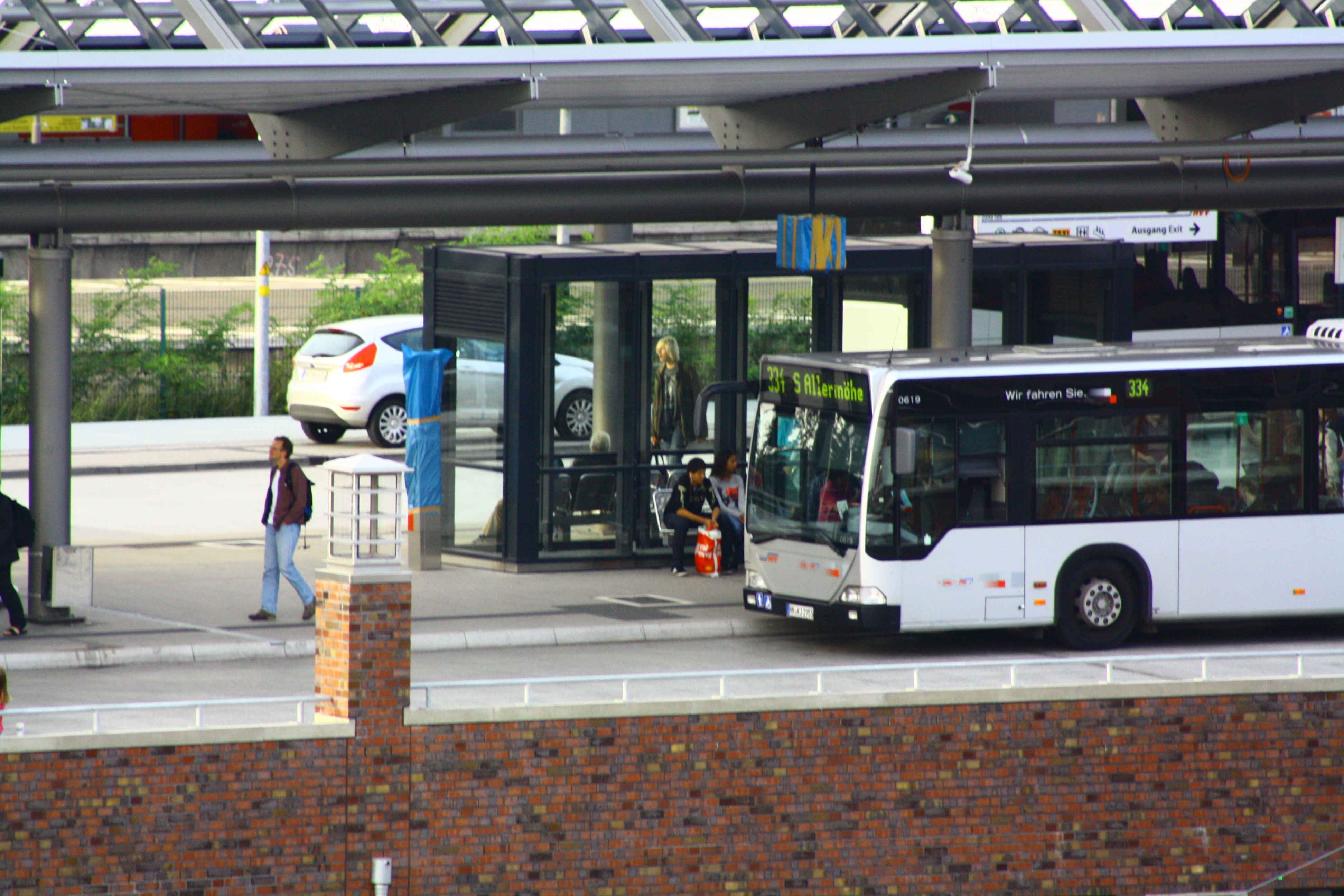
Busscentralen
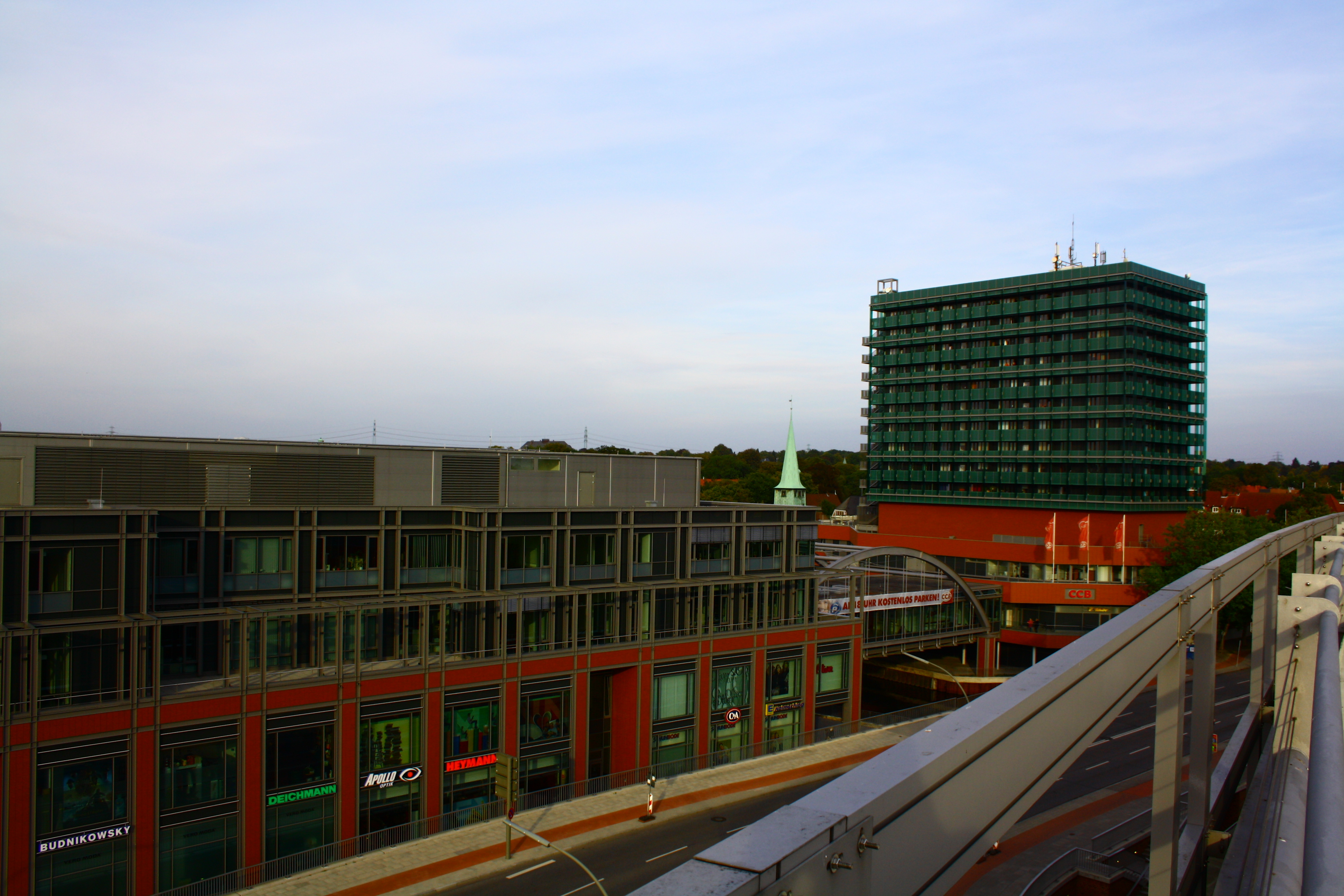
Bergedorf centrum